# Farmacevtsko-biokemična fakulteta v Zagrebu
Farmacevtsko-biokemična fakulteta (izvirno hrvaško Farmaceutsko-biokemijski fakultet u Zagrebu), s sedežem v Zagrebu, je fakulteta, ki je članica Univerze v Zagrebu.